# جامعة فلسطين التقنية – خضوري
جامعة فلسطين التقنية وتعرف أيضًا باسم جامعة خضوري؛ هي جامعة فلسطينية تقع في مدينة طولكرم، تعد من أقدم وأبرز جامعات دولة فلسطين، وهي الجامعة الحكومية الأولى والوحيدة في الضفة الغربية، تأسست في مدينة طولكرم عام 1930 كمعهد يخدم عموم فلسطين والدول المجاورة، ثم تطورت لتصبح جامعة. صُنفت الجامعة بالمرتبة 2 فلسطينيًا و43 عربيًا وفق التصنيف العربي للجامعات للعام 2023–2024، وصُنفت وفق تصنيف التايمز العالمي للتأثير بالمرتبة 2 فلسطينيًا للعام 2024 وضمن الفئة 401–600 عالمياً للعام 2025. والجامعة عضوٌ في كُلٍ من الاتحاد الدولي للجامعات، واتحاد الجامعات العربية، واتحاد الجامعات المتوسطية، واتحاد جامعات العالم الإسلامي، واتحاد الجامعات العربية الأوروبية، وغيرها.

## النشأة
أقيمت خضوري في مدينة طولكرم عام 1930 بموجب تبرع مالي كبير خلفه الثري اليهودي العراقي السير «إليس خضوري» بقيمة 140 ألف جنيه إسترليني لحكومة الانتداب البريطاني في فلسطين، بهدف إقامة مدرسة ومعهد زراعي في فلسطين، وقد تبرع أهالي مدينة طولكرم بأراضيهم لإقامتها.

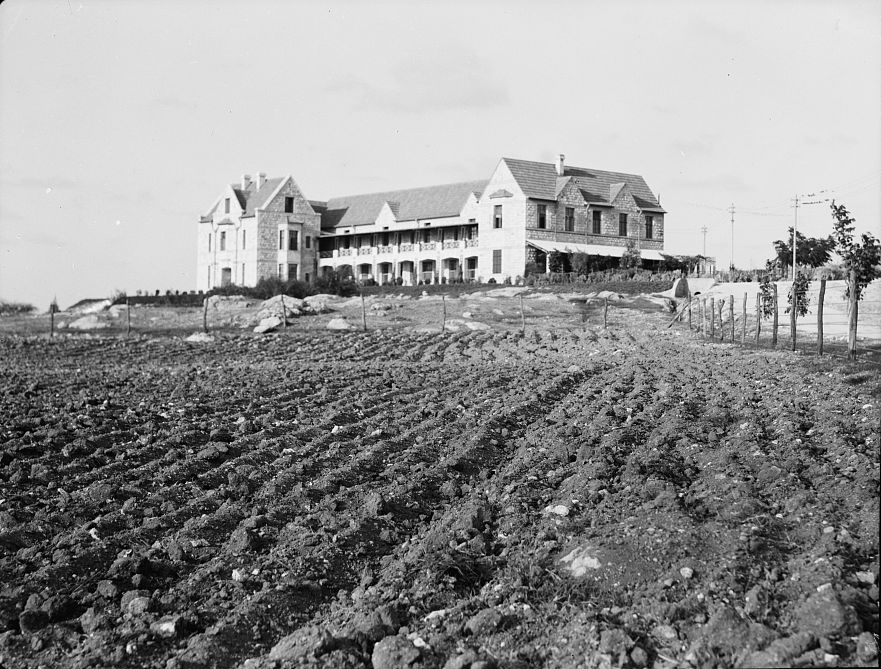
صورة قديمة للجامعة

## التاريخ

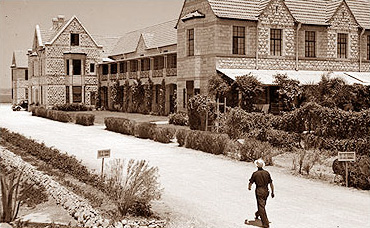
صورة قديمة للجامعة

ابتدأ التدريس بخضوري في يناير 1931 بصفين، اختير طلاب أحدهما ممن أنهوا الصف السادس الابتدائي، أما الصف الآخر فقد قبل طلابه ممن أنهوا الصف الثاني الثانوي وتلقوا دروسًا في العلوم الزراعية النظرية والعملية لمدة ثلاث سنوات، وبعدها اختير نصف طلاب هذا الصف ليقضوا سنة رابعة في صف تدريب المعلمين، وبعد هذه المرحلة تقرر أن تكون مدة الدراسة سنتين لتدريس العلوم الزراعية النظرية والعملية تليها سنة ثالثة لتدريب المعلمين. وقد استمر هذا النظام حتى العام 1944، فقد أصبحت الدراسة ثلاث سنوات بالإضافة إلى صف تدريب المعلمين حتى العام 1947.
في العام 1961 تم رفع مستوى معهد خضوري الزراعي إلى كلية زراعية متوسطة باسم «كلية الحسين الزراعية» وكانت مدة الدراسة فيها سنتين.
في بداية العام 1965 تم تأسيس قسم لإعداد المعلمين، وأصبحت الكلية تمنح دبلوم في تخصص العلوم وفي تخصص الرياضيات، وكانت مدة الدبلوم سنتان، وقد أصبح اسمها «معهد الحسين».
وفي العام 1968 بعد الاحتلال الإسرائيلي للضفة الغربية تم تغيير اسمها من «معهد الحسين» إلى «معهد طولكرم»، وفي بداية العام 1982 تمت إضافة تخصصات دبلوم أدبية تربوية لإعداد معلمين فيها، وقد تم تحويل اسمها من «معهد طولكرم» إلى «كلية مجتمع طولكرم»، واستمرت بتقديم خدماتها. وفي العام 1993 تغير اسمها لتصبح «كلية بوليتكنك».
عقب تأسيس السلطة الوطنية الفلسطينية انتقلت مسؤولية الكلية إلى السلطة الفلسطينية عام 1994، وقد جرى تطويرها جذريًا وأصبح اسمها «كلية فلسطين التقنية - طولكرم (خضوري)»، وفي العام 1999 بدأت الكلية بمنح درجة البكالوريوس في تخصصين، وهما التربية الرياضية والهندسة الكهربائية.
في عام 2007 تم تحويل الكلية رسميًا إلى جامعة.

## الموقع
تقع الجامعة في قلب مدينة طولكرم وبالقرب من وسط المدينة، وتبلغ مساحة حرم الجامعة حوالي 600 دونمًا تبرع بها أهالي مدينة طولكرم عند إقامتها عام 1930، ويعتبر موقع الحرم الجامعي الأجمل والأوسع بإطلاله على السهل الساحلي الفلسطيني.
وإلى جانب مقرها الرئيسي بمدينة طولكرم، أصبحت الجامعة عام 2017 تملك أيضًا فرعين صغيرين في العروب ورام الله حيث يقدمان بعض برامج الدبلوم والبكالوريس.

## رؤية ورسالة الجامعة
تحرص جامعة فلسطين التقنية خضوري على تقديم تعليم عالي مميز، وتتطلع الجامعة لتصبح منارة علمية مبدعة، ونموذجًا للجامعة الحكومية الرائدة، على المشارف الوطنية والإقليمية والعالمية، في مجال التعليم العالي، والبحث العلمي.

## مرافق الجامعة

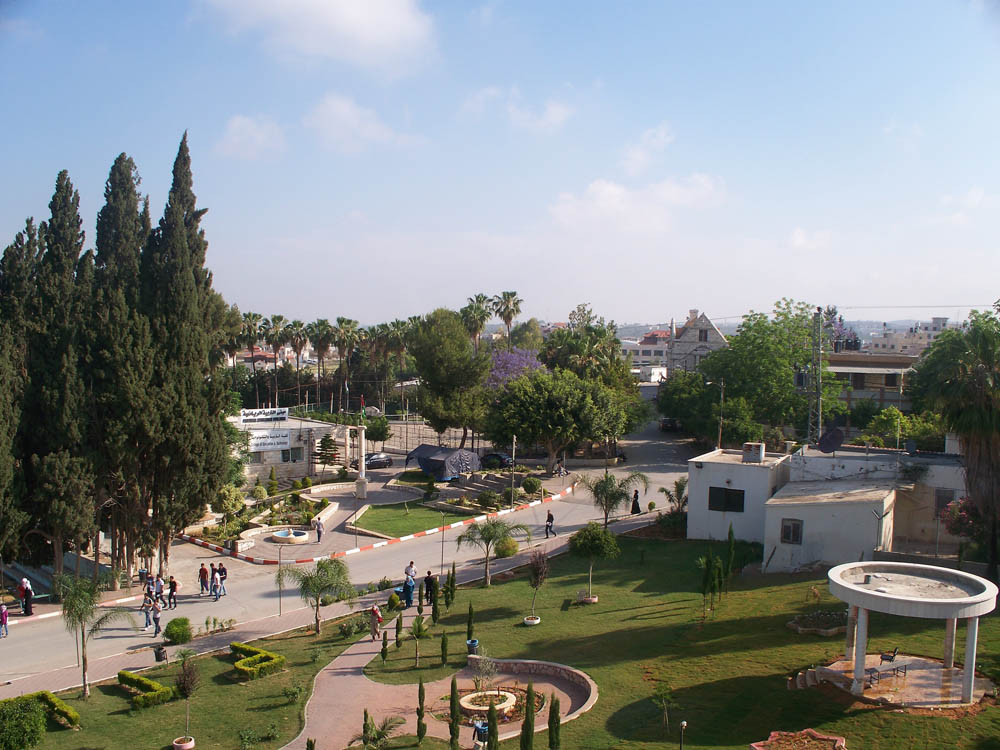
صورة للجامعة

- كليات ومباني الجامعة.
- مسرح الرئيس ياسر عرفات.
- المكتبة المركزية.
- الملاعب والاستاد الدولي.
- المسجد.
- العيادة الطبية.
- مركز تكنولوجيا التعليم والإبداع.
- دائرة التعليم المستمر.
- مركز التعلم الإلكتروني.
- مركز الكفايات في تصميم الأزياء.
- مركز الريادة المحاسبية.
- مركز الحاسوب.
- مركز المواصفات والمقاييس.
- مركز الأبحاث الزراعية.

## عضويات الجامعة
جامعة فلسطين التقنية خضوري عضو في كل من:
- الاتحاد الدولي للجامعات.[5]
- اتحاد الجامعات العربية.[6]
- اتحاد الجامعات المتوسطية.[7]
- اتحاد جامعات العالم الإسلامي.[8]
- اتحاد الجامعات العربية الأوروبية.[5]
- الاتحاد الدولي للاتصالات.[5]
- المجلس العربي للتدريب والإبداع الطلابي.[5]

## تصانيف الجامعة عالميًا
- صُنفت الجامعة ضمن الفئة (401–600) عالميًا في تصنيف التايمز العالمي للتأثير، (Times Higher Education: Impact Rankings)، للعام 2025.[4]

- صُنفت الجامعة ضمن الفئة (1201–1400) عالميًا من أصل 8467 جامعة في العالم وفق تصنيف QS العالمي، للعام 2025–2026.[12][13]

- صُنفت الجامعة بالمرتبة 2 فلسطينيًا وضمن الفئة (601–800) عالميًا في تصنيف التايمز العالمي للتأثير، (Times Higher Education: Impact Rankings)، للعام 2024.[3][14]

- صُنفت الجامعة بالمرتبة 2 فلسطينيًا و43 عربيًا في التصنيف العربي للجامعات، للعام 2023–2024.[15][16][2]

- صُنفت الجامعة ضمن فئة (111–120) على مستوى الجامعات العربية في تصنيف QS العالمي، للعام 2024.[17][2]

- صُنفت الجامعة بالمرتبة 2 فلسطينيًا و43 عربيًا و447 عالميًا في التصنيف العالمي للجامعات الخضراء[الإنجليزية] (UI GreenMetric)، للعام 2023.[18][19][2]

- صُنفت الجامعة كواحدة من أفضل ثمانية جامعات عربية في مجال التنمية الإقليمية ضمن جوائز تصنيف التايمز العالمي، للعام 2023.[20][21]

## تخصصات وكليات الجامعة
تمنح الجامعة درجات البكالوريوس والدبلوم المتوسط والماجستير والدكتوراه في عشرات التخصصات الأكاديمية في مجالات الهندسة والطب المساند والتكنولوجيا والعلوم والزراعة والآداب والتربية والإعلام والاقتصاد والإدارة والرياضة، وفق التالي:
كليّة الهندسة والتكنولوجيا
- بكالوريوس الهندسة الكهربائية.[22]
- بكالوريوس هندسة الطاقة المستدامة.[22]
- بكالوريوس هندسة الأتمتة الصناعية.[22]
- بكالوريوس هندسة الاتصالات.[22]
- بكالوريوس هندسة أنظمة الحاسوب.[22]
- بكالوريوس هندسة الصوتيات.[22]
- بكالوريوس الهندسة المدنية والمنشآت المستدامة.[22]
- بكالوريوس هندسة البناء.[22]
- بكالوريوس هندسة العمارة.[22]
- بكالوريوس هندسة السلامة العامة.[22]
- بكالوريوس هندسة السيارات.[22]
- بكالوريوس الهندسة الميكانيكية.[22]
- بكالوريوس هندسة الميكاترونكس.[22]

كليّة العلوم الطبية المساندة
- بكالوريوس العلوم الطبية والمخبرية.[24]
- بكالوريوس التصوير الطبي والأشعة التشخيصية.[25]
- بكالوريوس التغذية الصحية والحميات.[26]

كليّة العلوم التطبيقية
- بكالوريوس الأحياء الجزيئية التطبيقية.[22]
- بكالوريوس الكيمياء.[22]
- بكالوريوس الفيزياء.[22]
- بكالوريوس الرياضيات التطبيقية.[22]

كليّة الآداب والعلوم التربوية
- بكالوريوس اللغة العربيّة وآدابها.[22]
- بكالوريوس اللغة الإنجليزيّة.[22]
- بكالوريوس التربية التكنولوجية.[22]
- بكالوريوس معلم مرحلة أساسية دنيا.[25]
- بكالوريوس تكنولوجيا الإعلام.[22]
- بكالوريوس التصميم والفنون التطبيقية.[22]
- بكالوريوس الديكور والتصميم الداخلي.[27]
- دبلوم التأهيل التربوي.[22]
- دبلوم تأهيل مربيات رياض الأطفال.[28]

كليّة الأعمال والاقتصاد
- بكالوريوس العلوم المالية والمصرفية المحوسب.[22]
- بكالوريوس إدارة الأعمال.[22]
- بكالوريوس التسويق والتجارة الإلكترونية.[22]
- بكالوريوس إدارة اللوجستيات.[22]
- بكالوريوس المحاسبة والتدقيق.[22]

كليّة الهندسة الزراعية
- بكالوريوس البيئة والزراعة المستدامة.[22]
- بكالوريوس الزراعة الذكيّة والأمن الغذائي.[22]
- بكالوريوس التغيرات المناخيّة والرصد الجوي.[22]
- بكالوريوس تكنولوجيا التصنيع الغذائي.[22]
- بكالوريوس التكنولوجيا الحيويّة الزراعيّة.[22]
- بكالوريوس البستنة والإرشاد الزراعي.[22]

كليّة التربية البدنية وعلوم الرياضة
- بكالوريوس التربية الرياضية.[22]
- بكالوريوس التدريب الرياضي وعلوم الحركة.[22]

كليّة تكنولوجيا المعلومات والذكاء الاصطناعي
- بكالوريوس الذكاء الاصطناعي.[29]
- بكالوريوس علم الحاسوب.[22]
- بكالوريوس علم الحاسوب فرعي علم البيانات.[22]
- بكالوريوس نظم المعلومات فرعي إدارة تكنولوجيا المعلومات.[22]
- بكالوريوس نظم المعلومات فرعي أمن المعلومات.[22]

كليّة التعليم المتوسط
- دبلوم الهندسة المعماريّة.[22]
- دبلوم تكنولوجيا هندسة الاتصالات.[22]
- دبلوم هندسة السيارات.[22]
- دبلوم إصلاح هياكل المركبات.[22]
- دبلوم الأنظمة الذكية في المباني.[22]
- دبلوم تصميم وديكور الفراغات الخارجيّة.[22]
- دبلوم التصميم الداخلي والديكور.[22]
- دبلوم الأتمتة الصناعية.[22]
- دبلوم الطاقة المتجددة.[22]
- دبلوم التكييف والتبريد.[22]
- دبلوم التصنيع الغذائي.[22]
- دبلوم التربية الرياضية.[22]
- دبلوم الإدارة وأتمتة المكاتب.[22]
- دبلوم الإدارة المالية والمصرفية.[22]
- دبلوم الإدارة التقنيّة.[22]
- دبلوم المحاسبة التقنيّة.[22]
- دبلوم تسويق وتنشيط المبيعات.[22]
- دبلوم شبكات الحاسوب.[22]
- دبلوم برمجة تطبيقات الحاسوب وصفحات الويب.[22]
- دبلوم تكنولوجيا الوسائط المتعددة.[22]
- دبلوم تصميم وتطوير صفحات الويب.[22]
- دبلوم الرسوم المتحركة والمؤثرات البصرية.[22]
- دبلوم التصميم الجرافيكي.[22]
- دبلوم تصميم الأزياء وتصنيع الملابس.[22]

كليّة الدراسات العليا
- دكتوراه أمراض النبات.[30]
- دكتوراه الرياضيّات التطبيقيّة.[30]
- دكتوراه علوم الرياضة.[31]
- ماجستير الفيزياء.[30]
- ماجستير الكيمياء التطبيقية.[32]
- ماجستير النمذجة الرياضية.[30]
- ماجستير الإدارة العامة.[30]
- ماجستير الإعلام وعلوم الاتصال.[32]
- ماجستير ابتكارات علوم المياه.[30]
- ماجستير التكنولوجيا الحيوية الزراعية.[30]
- ماجستير الأعمال الزراعية الربحية.[30]
- ماجستير إدارة الموارد الطبيعية والغابات.[30]
- ماجستير ريادة الأعمال الزراعية.[30]
- ماجستير التعليم والتدريب المهني والتقني.[30]
- ماجستير علوم الرياضة.[32]
- ماجستير الاقتصاد المالي.[30]
- ماجستير التجارة الإلكترونية.[30]
- ماجستير المحاسبة والتحليل المالي.[33]
- ماجستير علم الحاسوب.[30]
- ماجستير علم الجرائم الإلكترونية وتحليل الأدلة الرقمية.[30]
- ماجستير هندسة الشبكات الذكية.[30]
- ماجستير هندسة البرمجيّات.[30]
- ماجستير هندسة ميكانيكيّة – روبوتات وتحكم.[30]

## أبرز شخصيات الجامعة

### خريجون بارزون
- عدنان بدران، رئيس الوزراء الأردني السابق.[34][35]
- عبد الرزاق حبايب، عالِم هندسة إلكترونية.[36]
- صبحي القاسم، أكاديمي فلسطيني، ووزير الزراعة الأردني الأسبق.[34][35]
- مروان الحمود، سياسي ووزير أردني.[34][35]
- سمير قعوار، سياسي ووزير أردني.[34][35]
- أحمد آل خطاب، وزير الزراعة الأردني الأسبق.[34]
- مازن القبج، إعلامي فلسطيني.[34]
- محمد عبد الرحمن خليفة، سياسي أردني.[35]
- عبد الله عزام، ثوري فلسطيني.
- سامح مراعبة، لاعب كرة قدم فلسطيني.
- محمد فرحان عبيدات، سياسي ووزير أردني.[34]
- سامي أيوب تيف، سياسي ووزير أردني.[34][35]
- شراري الشخانبة، سياسي ووزير أردني.[34]
- إسماعيل حجازي، سياسي ووزير أردني.[37][35][34]
- رياض بدير، قائد عسكري فلسطيني.
- محمد بشناق، فنان تشكيلي فلسطيني.
- عبد العزيز الوجيه، قائد عسكري وسياسي فلسطيني.
- أمير أبو خديجة، قائد عسكري فلسطيني.
- عصام الشنطي، مؤرخ فلسطيني وأحد خبراء تحقيق المخطوطات.
- خالد نزال، سياسي وقيادي فلسطيني.[38]
- منيف الحسيني، شاعر فلسطيني.[39]
- مؤيد شعبان، سياسي ووزير فلسطيني.[40]

### أساتذة بارزون
- زهير الكرمي.
- عز الدين الشوا.
- أكرم الأشقر.
- جاسر عموري.
- صبري صيدم.
- عبد الله كميل.
- عبد اللطيف عربيات.[34][35]
- نبيل ضميدي.
- محمد كمال.
- كامل العسلي.
- حسني المقدادي.[41]
- رزق سليمية.[42][43][44]

### أبرز أعضاء مجلس الأمناء
- عبد اللطيف أبو حجلة (حالي).[45][46]
- محمد نصر (حالي).[45][46]
- عبد الناصر صالح (سابق).[47]
- نايف جراد (سابق).[48][49]
- مؤيد شعبان (سابق).[49]
- سامي حجاوي (سابق).[49]
- دلال سلامة (سابق).[47]
- عصام أبو بكر (سابق).[47]
- سامي الكيلاني (سابق).[47]
- جبرين البكري (سابق).[47]

### أبرز رؤساء الجامعة
- أحمد طوقان، منذ 1942 وحتى 1948.
- عدنان اصليح، منذ 1995 وحتى 2007.
- معتصم بعباع (Q129664361)، منذ 1 مارس 2007 وحتى 20 سبتمبر 2008.[50][51]
- داود الزعتري، منذ 2008 وحتى 2012.
- مروان عورتاني، منذ 12 مايو 2013 وحتى أغسطس 2018.
- نور الدين عبد العزيز فريد أبو الرب، منذ أغسطس 2018 وحتى 10 يناير 2023.
- حسين شنك، منذ 3 أكتوبر 2023 ولا يزال.[52]

## نشيد الجامعة
| خضوري أحبك حب التراب     | وعشقًا جرى في دماء الشباب |
| خضوري أحبك حب التراب     | وعشقا جرى في دماء الشباب |
| تعاليت حتى سما المجد فيك | وراح يعانق طرف السحاب    |
| هما قوة الحق علم وجسم    | أمان لهل الهدى والصواب   |
| فبالعلم تزدان أمتنا      | وبالسيف تخضع كل الرقاب   |
| خضوري وفيك حليب الإباء   | وضيم العداة ليوم الحساب  |
| سلمت لشعبك بسين الصروح   | وإن جرّحتك نيوب الكلاب    |

## معرض صور

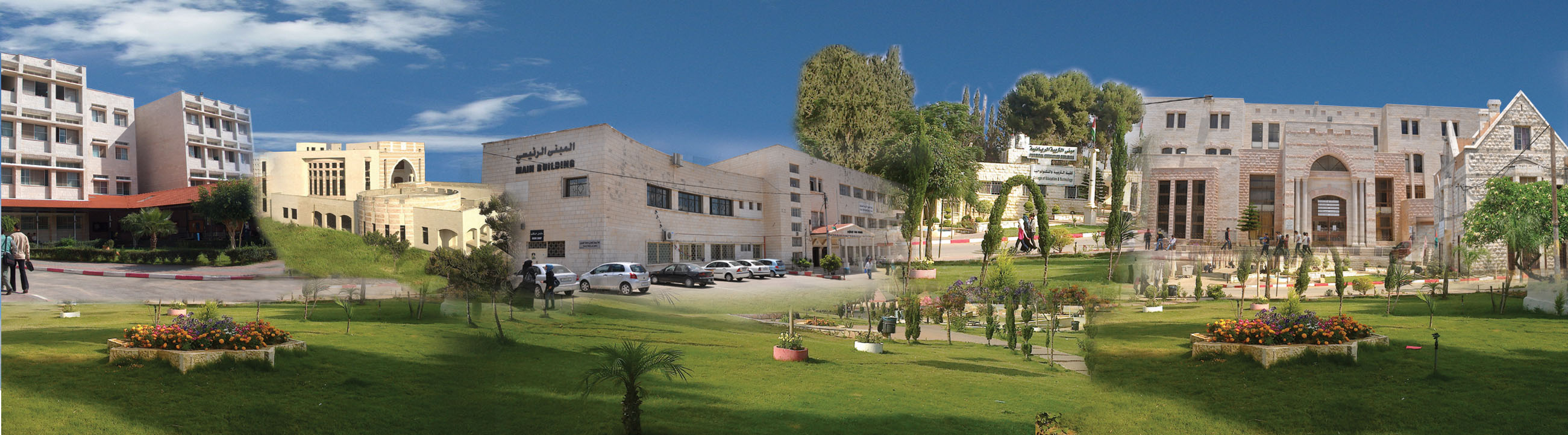
مشهد بانورامي من الجامعة

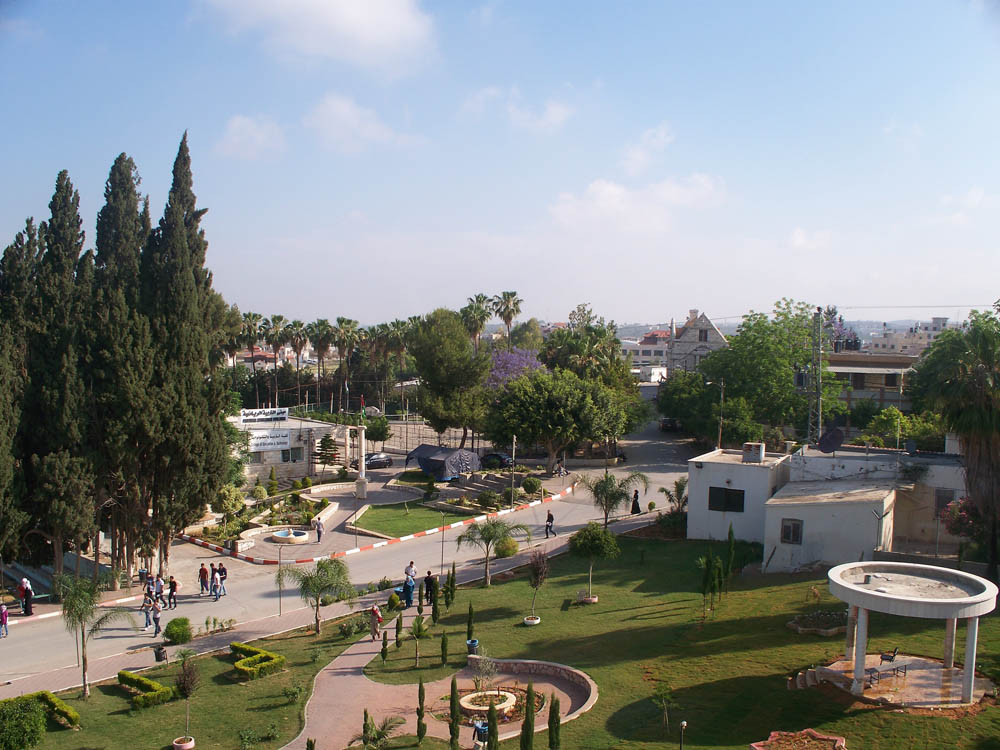
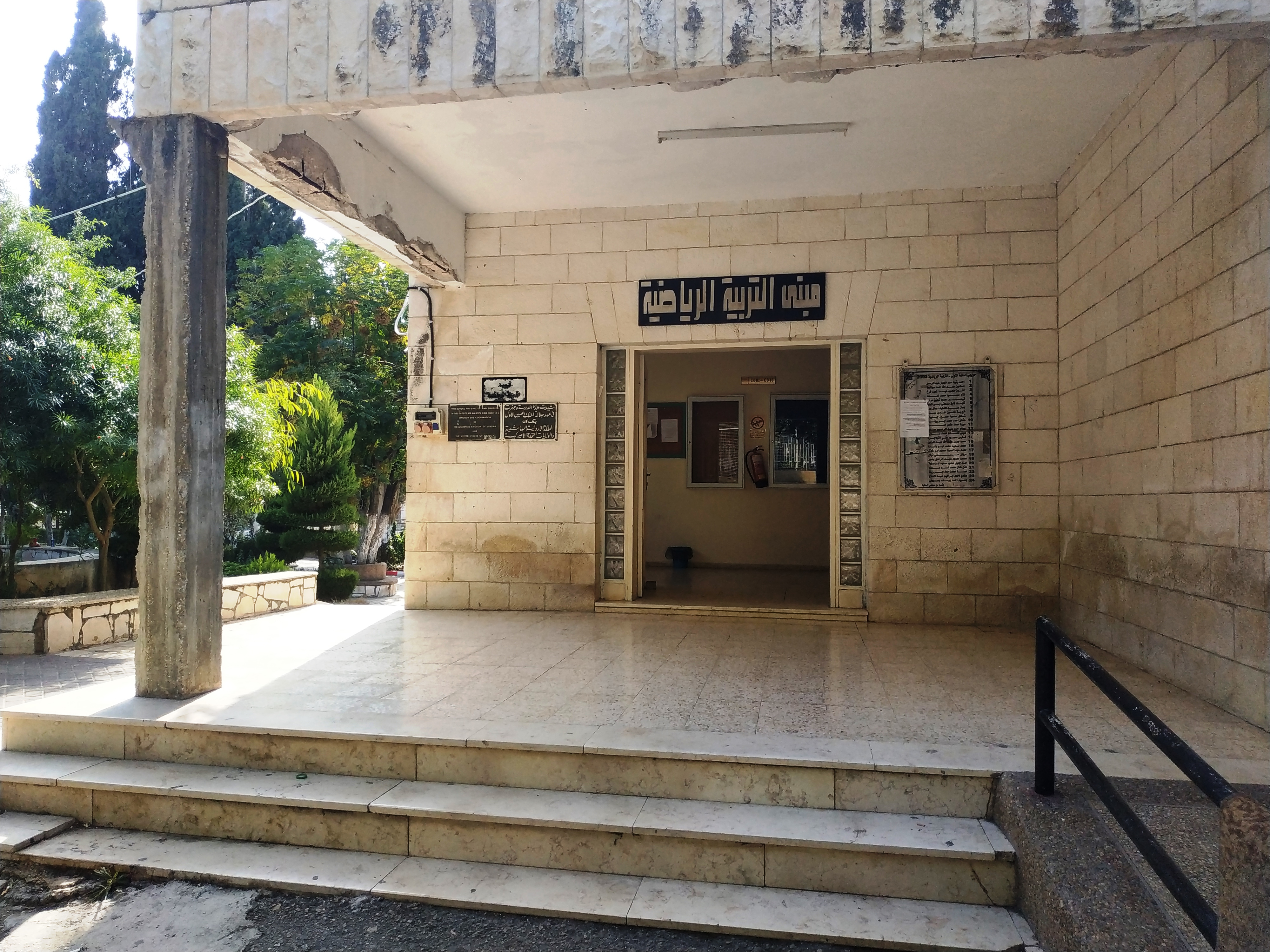
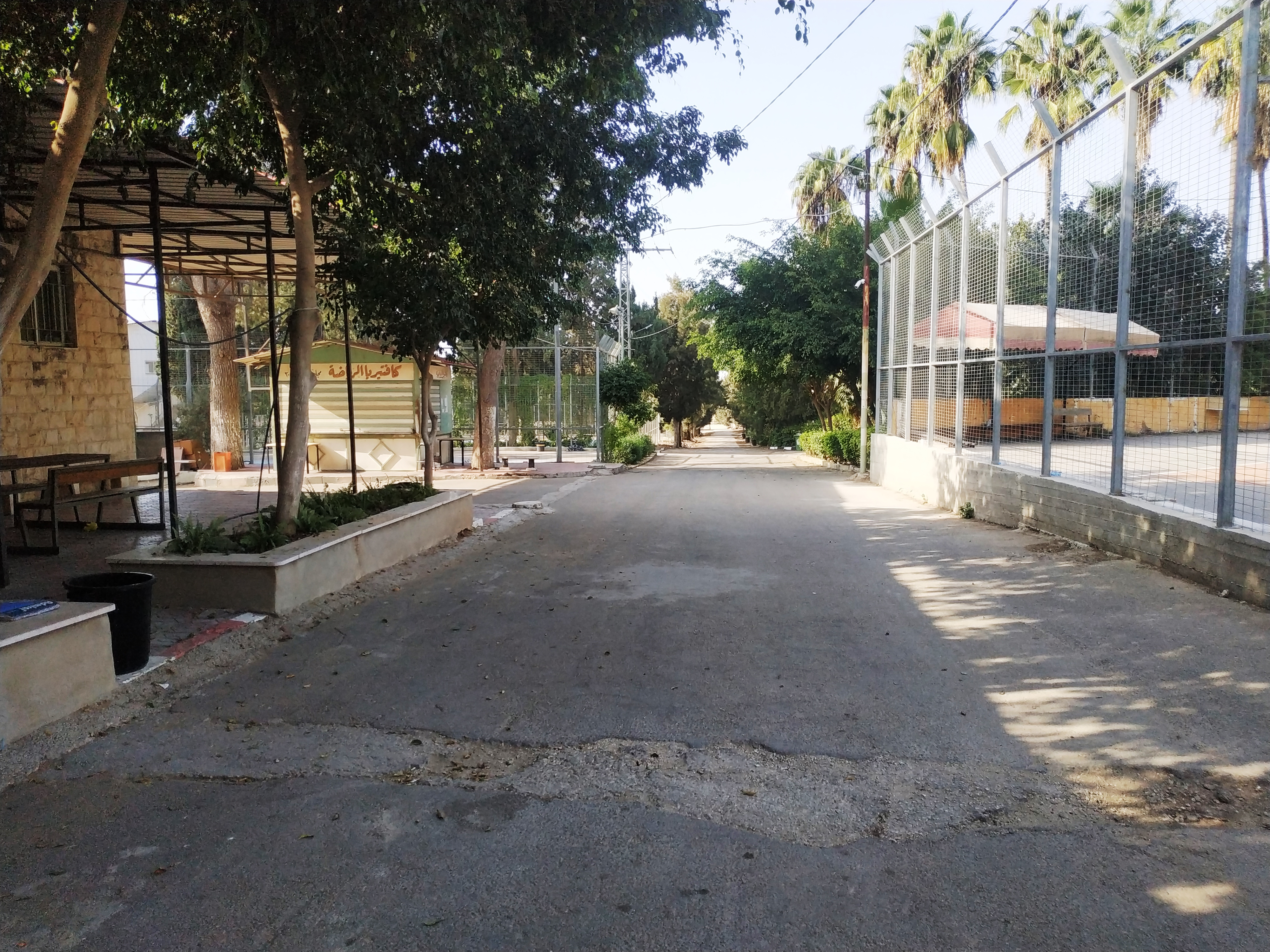
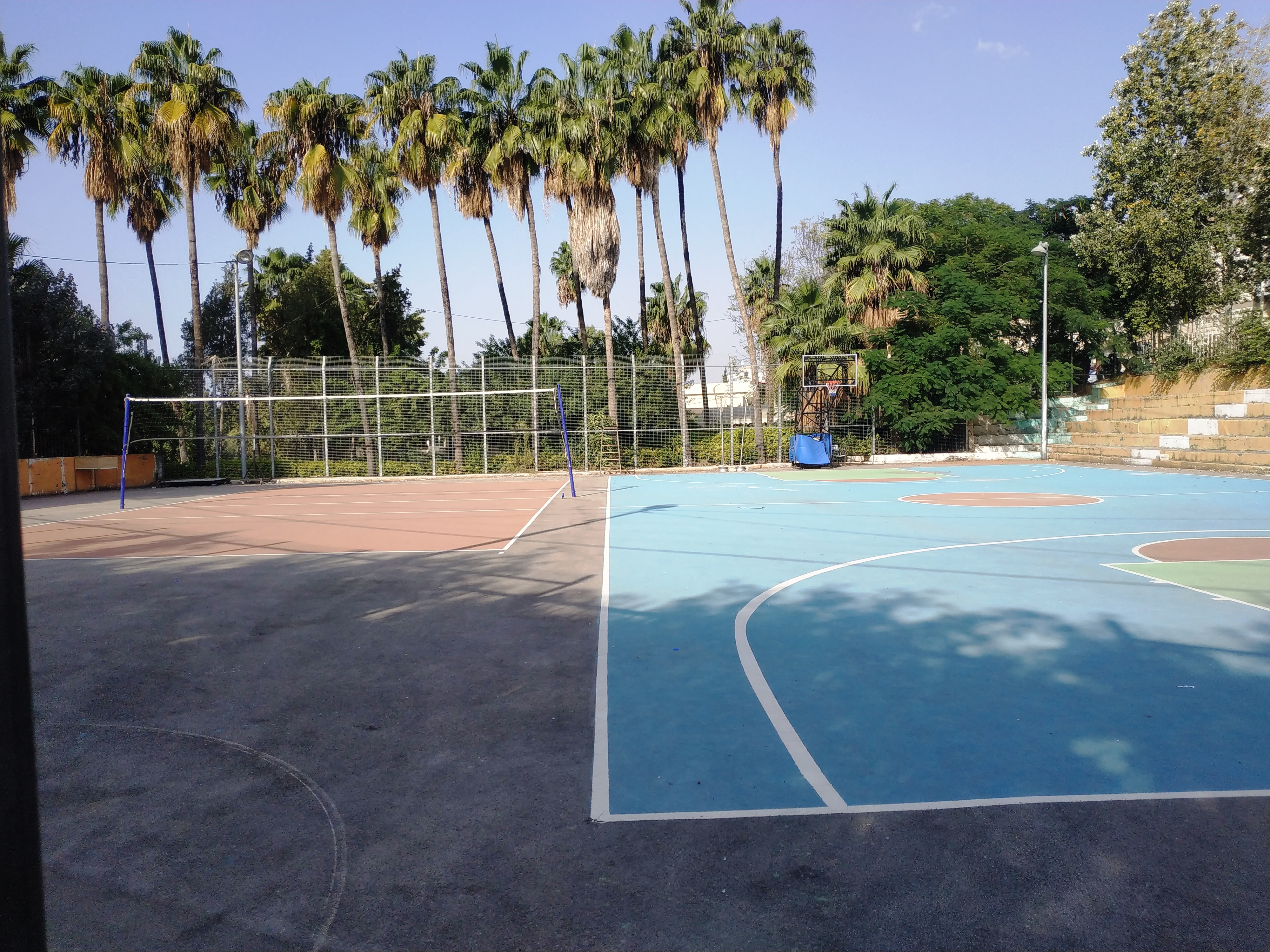
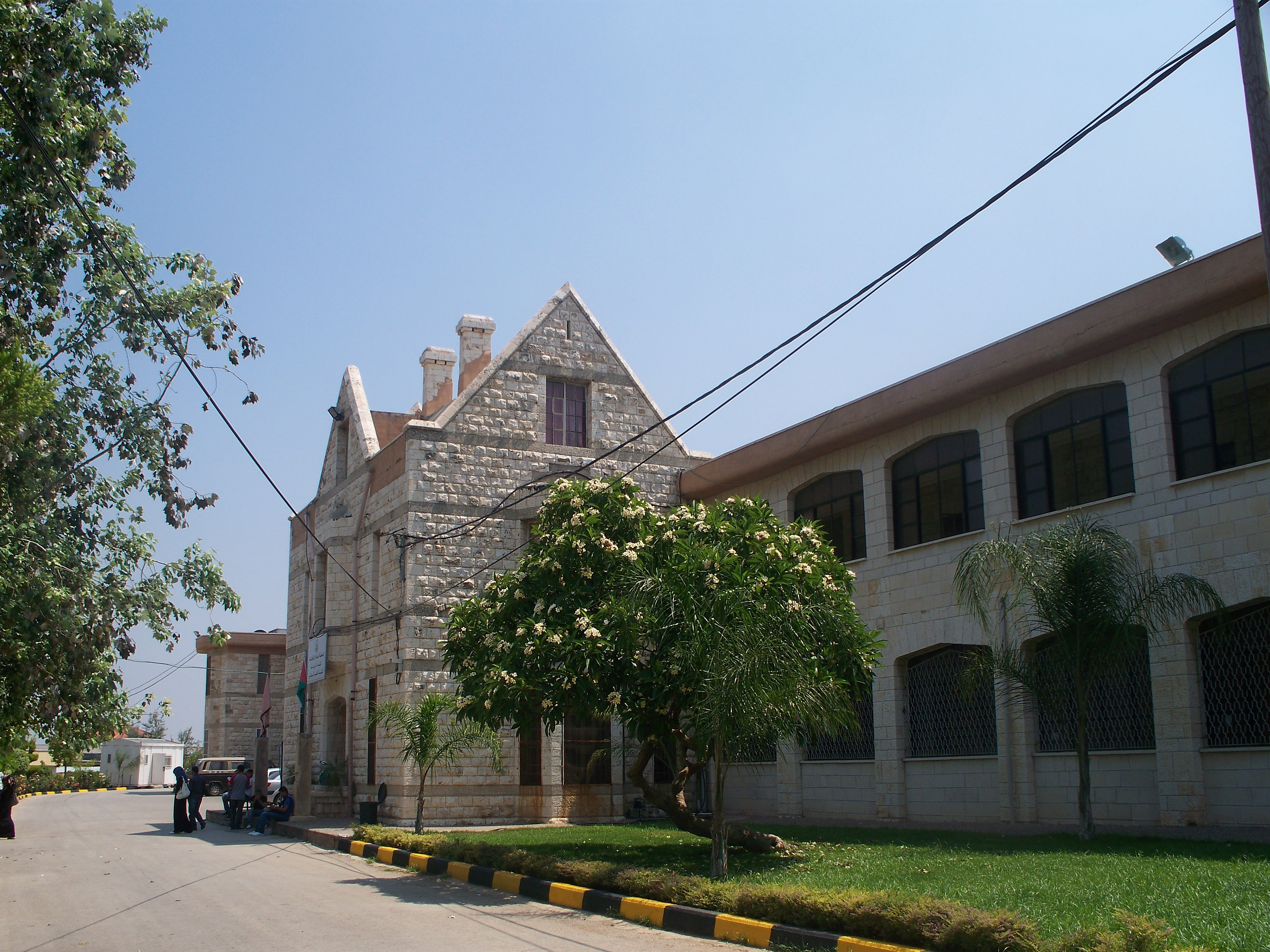
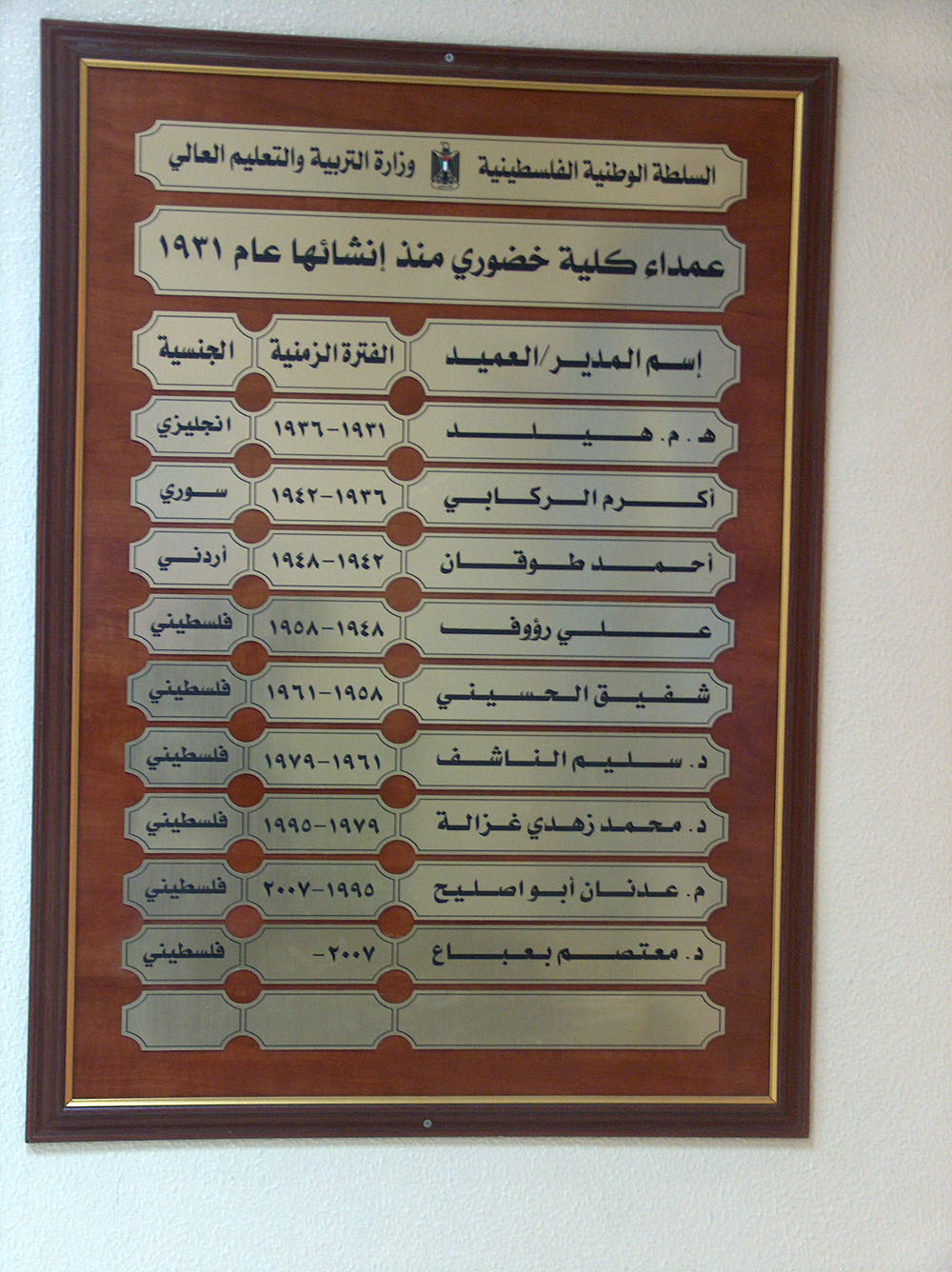
قائمة رؤساء الجامعة

## وصلات خارجية
- الموقع الإلكتروني الرسمي لجامعة فلسطين التقنية خضوري